# Ardouin (comte de Turin)
Pour les articles homonymes, voir Ardouin, Arduin et Hardouin.
Ardouin III, ou Ardoin, Arduin, connu également sous le nom d’Audouin, dit le Glabre (Italien : Ardouino Glabrione ou Arduino il Glabro), mort après le 4 avril 976, comte de Vintimille, marquis ou comte de Turin.

## Biographie
Ardouin est le fils du comte franc Roger, qui épouse la fille de Radolf comte d'Auriate. Il est mentionné entre avril 945 et avril 976. Il succède à son père, après 935, comme comte d'Auriate. Il chasse les sarrasins de la vallée de Suse et conquiert Turin où il s'établit. Il est fait régent de la marche de Turin en 941 par Hugues d'Arles, roi d'Italie. Il est cité comme marquis de Turin en 962.
À la fin de l’année 972, il participe avec son vassal Robaldo, vicomte d'Auriate, les comtes Guillaume et Roubaud de Provence, ainsi qu'avec d'autres seigneurs de Provence comme les seigneurs de Fos, futurs propriétaires du territoire d’Hyères, à l’expulsion des sarrasins du Fraxinetum,.
Il est mentionné dans la Chronique de la Novalaise avec son vassal Alineus, père de Robaldo.

## Famille
Ardouin laisse cinq enfants :
- Alsinda (hypothétique), mariée à Giselbert, comte de Bergame ;
- Richilde (Richilda, Yhilda) épouse de Dadon de Pombia puis de Conrad d'Ivrée, mère de Arduin d’Ivrée ;
- Manfred Ier (it) comte d'Auriate-Turin ;
- Ardouin ancêtre de la lignée des Marquis de Romagnano ;
- Oddon, mort après le 19 janvier 998.